# Josep Juli i Fabregat
Josep Juli i Fabregat   (segle XVII - 1748) va ser un mestre de cases català de la nissaga dels Juli.

## Biografia
Era el primogènit i hereu del també mestre de cases Benet Juli, una de les figures més rellevants de l'arquitectura barcelonina de primera meitat del segle xviii. Va ser investit el 1705 per la Confraria de mestres de cases i molers de Barcelona. Uns anys més tard, el 1708, va ser nomenat en el càrrec de mestre d'obres municipal de Barcelona succeïnt el seu pare, fins a la seva mort el 1748.
Durant la Guerra de Successió, va ser influït pel cenacle artístic de la cort barcelonina de l'arxiduc Carles d'Àustria, on hi va haver altres artistes com Antoni Viladomat. Entre altres obres, va participar en el projecte de la capella de Santa Marta (1736-1747), de la qual se li atribueix la factura del seu interior, i amb tota probabilitat a les obres de l'església de Betlem i la de Santa Maria de Mataró, ambdues dirigides per la família Juli en el seu conjunt. Pel que fa a la de Betlem, amb la presència del seu avi Josep i el seu pare; serà a partir de la mort de Benet, quan el fill es converteix en l'encarregat de continuar les obres del temple fins al 1735 aproximadament.